# Troia (Apulien)
Troia ist eine italienische Gemeinde mit 6602 Einwohnern (Stand 31. Dezember 2023) in der Provinz Foggia in Apulien, 17 km südlich von Lucera. Die Stadt liegt nahe der antiken Straße von Benevento nach Brindisi auf einer Bergkuppe südwestlich von Foggia, von der aus die Ebene des Tavoliere übersehen werden kann.

## Geschichte
Troia wurde auf den Ruinen des antiken Aecae (später Colonia Augusta Apulia) um 1022 gegründet und erlangte als Bischofsstadt Bedeutung. Im Jahre 1229 wurde es von Kaiser Friedrich II. zerstört.
Berühmt ist die 1129 geweihte romanische Kathedrale S. Maria Assunta mit den mächtigen Bronzetoren von 1119, deren Bau 1093 begonnen wurde. Sie ist der älteste und besterhaltene Bau seines Stils in Apulien, dem sich Nachbildungen an der Straße von Benevent bis zum Monte Gargano anschließen.

## Persönlichkeiten
- Antonio Salandra (1853–1931), Politiker
- Mario De Santis (1904–1985), römisch-katholischer Geistlicher sowie Weihbischof in Troia, Bovino und Foggia